# Marcel Tessier
Pour les articles homonymes, voir Tessier.
Marcel Tessier, né le 29 janvier 1934 dans le quartier Saint-Henri à Montréal et mort le 26 août 2024 à Saint-Jérôme,, est un historien, professeur et conférencier canadien.

## Biographie
Marcel Tessier milite pour le RIN et le Parti québécois. Il reçoit le prix Patriote de l'année 2001.

## Publications
- 2000 - Marcel Tessier raconte....
- 2004 - Marcel Tessier raconte... tome 2 - nouvelle édition
- 2004 - Marcel Tessier raconte... tome 1 - nouvelle édition
- 2004 - Coffret : Marcel Tessier raconte, tomes 1 et 2
- 2006 - Je me souviens
- 2012 - Marcel Tessier raconte notre histoire